# KBS 드라마 스페셜 연작 시리즈
《KBS 드라마 스페셜 연작 시리즈》는 한국방송공사의 텔레비전 드라마이다. 《KBS 드라마 스페셜》이 끝나면 후속작으로 마련되었는데 70분 내외로 다루기에 부족한 내용을 2부작 이상으로 다루어 완성도를 높였다.

## 방송 기간
| 시즌 | 방송일                             | 방송 횟수      |
| ---- | ---------------------------------- | -------------- |
| 1기  | 2010년 12월 11일 ~ 2011년 5월 29일 | 총 6편 26부작  |
| 2기  | 2011년 12월 4일 ~ 2012년 5월 27일  | 총 8편 28부작  |
| 3기  | 2013년 1월 6일 ~ 2013년 7월 31일   | 총 4편 16부작  |
| 계   |                                    | 총 18편 70부작 |

## 방송 시간
| 방송 채널 | 방송일                              | 방송 시간                               |
| --------- | ----------------------------------- | --------------------------------------- |
| KBS 2TV   | 2010년 12월 11일 ~ 2010년 12월 18일 | 토요일 오후 10시 15분 ~ 12시 35분       |
| KBS 2TV   | 2011년 1월 2일 ~ 2011년 5월 29일    | 일요일 오후 11시 15분 ~ 12시 25분       |
| KBS 2TV   | 2011년 12월 4일 ~ 2011년 12월 25일  | 일요일 오후 11시 30분 ~ 12시 40분       |
| KBS 2TV   | 2012년 1월 1일 ~ 2012년 2월 26일    | 일요일 오후 11시 25분 ~ 12시 35분       |
| KBS 2TV   | 2012년 2월 29일 ~ 2012년 3월 8일    | 수요일, 목요일 오후 9시 55분 ~ 11시 5분 |
| KBS 2TV   | 2012년 3월 4일 ~ 2012년 4월 1일     | 일요일 오후 11시 35분 ~ 12시 45분       |
| KBS 2TV   | 2012년 4월 8일 ~ 2012년 5월 27일    | 일요일 오후 11시 45분 ~ 12시 55분       |
| KBS 2TV   | 2013년 1월 6일 ~ 2013년 4월 7일     | 일요일 오후 11시 45분 ~ 12시 55분       |
| KBS 2TV   | 2013년 7월 10일 ~ 2013년 7월 31일   | 수요일 오후 11시 10분 ~ 12시 20분       |

## 작품 리스트
|  | - 아래의 텔레비전 드라마 중 2002년 11월 이후에 시청 가능 연령을 표시하는 드라마 등급 제도를 의무적으로 시행하고 있습니다. - 2017년 3월 1일부터 TV 프로그램 등급 표시 외에 주제, 폭력성, 선정성, 언어, 모방 위험 등 분류 사유 표시를 의무적으로 시행하고 있습니다. |

### 2010년
| 회차 | 회차 | 방송일    | 작품명   | 부제 (서브 타이틀)      | 출연자                                                                                        | 극본          | 연출   |
| ---- | ---- | --------- | -------- | ----------------------- | --------------------------------------------------------------------------------------------- | ------------- | ------ |
| 1-1  | 1부  | 12월 11일 | 락 락 락 | 기타를 잡아라           | 노민우, 홍아름, 장경아, 노민혁, 데빈 김, 방중현, 강두, 김윤태, 김종서, 조순창, 허정규, 강신하 | 박경선 방효금 | 이원익 |
| 1-1  | 2부  | 12월 11일 | 락 락 락 | 비와 당신의 이야기      | 노민우, 홍아름, 장경아, 노민혁, 데빈 김, 방중현, 강두, 김윤태, 김종서, 조순창, 허정규, 강신하 | 박경선 방효금 | 이원익 |
| 1-1  | 3부  | 12월 18일 | 락 락 락 | 마지막 콘서트           | 노민우, 홍아름, 장경아, 노민혁, 데빈 김, 방중현, 강두, 김윤태, 김종서, 조순창, 허정규, 강신하 | 박경선 방효금 | 이원익 |
| 1-1  | 4부  | 12월 18일 | 락 락 락 | 아직 끝나지 않은 이야기 | 노민우, 홍아름, 장경아, 노민혁, 데빈 김, 방중현, 강두, 김윤태, 김종서, 조순창, 허정규, 강신하 | 박경선 방효금 | 이원익 |

### 2011년
| 회차 | 회차 | 방송일    | 작품명            | 출연자 | 극본          | 연출   |
| ---- | ---- | --------- | ----------------- | --- | ------------- | ------ |
| 1-2  | 1부  | 1월 2일   | 특별수사대 MSS    | 오만석, 손현주, 이경진, 안석환, 고명환, 윤해영, 김영재, 민지아, 이철민, 한태일, 이정용, 윤주상, 강남길, 강철성, 진용욱 | 박지숙        | 한준서 |
| 1-2  | 2부  | 1월 9일   | 특별수사대 MSS    | 오만석, 손현주, 이경진, 안석환, 고명환, 윤해영, 김영재, 민지아, 이철민, 한태일, 이정용, 윤주상, 강남길, 강철성, 진용욱 | 박지숙        | 한준서 |
| 1-2  | 3부  | 1월 16일  | 특별수사대 MSS    | 오만석, 손현주, 이경진, 안석환, 고명환, 윤해영, 김영재, 민지아, 이철민, 한태일, 이정용, 윤주상, 강남길, 강철성, 진용욱 | 박지숙        | 한준서 |
| 1-2  | 4부  | 1월 23일  | 특별수사대 MSS    | 오만석, 손현주, 이경진, 안석환, 고명환, 윤해영, 김영재, 민지아, 이철민, 한태일, 이정용, 윤주상, 강남길, 강철성, 진용욱 | 박지숙        | 한준서 |
| 1-3  | 1부  | 1월 30일  | 화이트 크리스마스 | 김상경, 백성현, 김영광, 이수혁, 곽정욱, 홍종현, 이솜, 김우빈, 성준, 정석원, 이엘, 유장영                               | 박연선        | 김용수 |
| 1-3  | 2부  | 2월 6일   | 화이트 크리스마스 | 김상경, 백성현, 김영광, 이수혁, 곽정욱, 홍종현, 이솜, 김우빈, 성준, 정석원, 이엘, 유장영                               | 박연선        | 김용수 |
| 1-3  | 3부  | 2월 13일  | 화이트 크리스마스 | 김상경, 백성현, 김영광, 이수혁, 곽정욱, 홍종현, 이솜, 김우빈, 성준, 정석원, 이엘, 유장영                               | 박연선        | 김용수 |
| 1-3  | 4부  | 2월 20일  | 화이트 크리스마스 | 김상경, 백성현, 김영광, 이수혁, 곽정욱, 홍종현, 이솜, 김우빈, 성준, 정석원, 이엘, 유장영                               | 박연선        | 김용수 |
| 1-3  | 5부  | 2월 27일  | 화이트 크리스마스 | 김상경, 백성현, 김영광, 이수혁, 곽정욱, 홍종현, 이솜, 김우빈, 성준, 정석원, 이엘, 유장영                               | 박연선        | 김용수 |
| 1-3  | 6부  | 3월 6일   | 화이트 크리스마스 | 김상경, 백성현, 김영광, 이수혁, 곽정욱, 홍종현, 이솜, 김우빈, 성준, 정석원, 이엘, 유장영                               | 박연선        | 김용수 |
| 1-3  | 7부  | 3월 13일  | 화이트 크리스마스 | 김상경, 백성현, 김영광, 이수혁, 곽정욱, 홍종현, 이솜, 김우빈, 성준, 정석원, 이엘, 유장영                               | 박연선        | 김용수 |
| 1-3  | 8부  | 3월 20일  | 화이트 크리스마스 | 김상경, 백성현, 김영광, 이수혁, 곽정욱, 홍종현, 이솜, 김우빈, 성준, 정석원, 이엘, 유장영                               | 박연선        | 김용수 |
| 1-4  | 1부  | 3월 27일  | 사백년의 꿈       | 한은정, 류태준, 안병경, 서지영, 김병찬, 허재호, 김형미, 김천만, 유종근, 추승욱                                         | 채혜영 김신태 | 문영진 |
| 1-4  | 2부  | 4월 3일   | 사백년의 꿈       | 한은정, 류태준, 안병경, 서지영, 김병찬, 허재호, 김형미, 김천만, 유종근, 추승욱                                         | 채혜영 김신태 | 문영진 |
| 1-5  | 1부  | 4월 10일  | 헤어쇼            | 백진희, 이승효, 차수연, 현우, 김영란, 김미경, 이윤성, 안용준, 최윤소, 마르코, 오나미                                   | 허성혜        | 문준하 |
| 1-5  | 2부  | 4월 17일  | 헤어쇼            | 백진희, 이승효, 차수연, 현우, 김영란, 김미경, 이윤성, 안용준, 최윤소, 마르코, 오나미                                   | 허성혜        | 문준하 |
| 1-5  | 3부  | 4월 24일  | 헤어쇼            | 백진희, 이승효, 차수연, 현우, 김영란, 김미경, 이윤성, 안용준, 최윤소, 마르코, 오나미                                   | 허성혜        | 문준하 |
| 1-5  | 4부  | 5월 1일   | 헤어쇼            | 백진희, 이승효, 차수연, 현우, 김영란, 김미경, 이윤성, 안용준, 최윤소, 마르코, 오나미                                   | 허성혜        | 문준하 |
| 1-6  | 1부  | 5월 8일   | 완벽한 스파이     | 김흥수, 유인영, 이희준, 이대연, 서현철, 장신영, 엄태구, 손현주, 리키 김, 박재웅, 조창근, 채병찬, 정우혁                | 한상운        | 박현석 |
| 1-6  | 2부  | 5월 15일  | 완벽한 스파이     | 김흥수, 유인영, 이희준, 이대연, 서현철, 장신영, 엄태구, 손현주, 리키 김, 박재웅, 조창근, 채병찬, 정우혁                | 한상운        | 박현석 |
| 1-6  | 3부  | 5월 22일  | 완벽한 스파이     | 김흥수, 유인영, 이희준, 이대연, 서현철, 장신영, 엄태구, 손현주, 리키 김, 박재웅, 조창근, 채병찬, 정우혁                | 한상운        | 박현석 |
| 1-6  | 4부  | 5월 29일  | 완벽한 스파이     | 김흥수, 유인영, 이희준, 이대연, 서현철, 장신영, 엄태구, 손현주, 리키 김, 박재웅, 조창근, 채병찬, 정우혁                | 한상운        | 박현석 |
| 2-1  | 1부  | 12월 4일  | 아들을 위하여     | 최수종, 황수정, 장현성, 정원중, 김민상, 김응수, 현성, 박원상, 황석정, 서현석, 서지승, 위현태                           | 최진원        | 홍석구 |
| 2-1  | 2부  | 12월 11일 | 아들을 위하여     | 최수종, 황수정, 장현성, 정원중, 김민상, 김응수, 현성, 박원상, 황석정, 서현석, 서지승, 위현태                           | 최진원        | 홍석구 |
| 2-1  | 3부  | 12월 18일 | 아들을 위하여     | 최수종, 황수정, 장현성, 정원중, 김민상, 김응수, 현성, 박원상, 황석정, 서현석, 서지승, 위현태                           | 최진원        | 홍석구 |
| 2-1  | 4부  | 12월 25일 | 아들을 위하여     | 최수종, 황수정, 장현성, 정원중, 김민상, 김응수, 현성, 박원상, 황석정, 서현석, 서지승, 위현태                           | 최진원        | 홍석구 |

### 2012년
| 회차 | 회차 | 방송일   | 작품명                    | 출연자                                                                                         | 극본   | 연출   |
| ---- | ---- | -------- | ------------------------- | ---------------------------------------------------------------------------------------------- | ------ | ------ |
| 2-2  | 1부  | 1월 1일  | 아모레미오                | 정웅인, 김보경, 김영재, 박탐희, 다나, 안신우, 김도현, 박건일, 장태민                           | 이선희 | 김영조 |
| 2-2  | 2부  | 1월 8일  | 아모레미오                | 정웅인, 김보경, 김영재, 박탐희, 다나, 안신우, 김도현, 박건일, 장태민                           | 이선희 | 김영조 |
| 2-2  | 3부  | 1월 15일 | 아모레미오                | 정웅인, 김보경, 김영재, 박탐희, 다나, 안신우, 김도현, 박건일, 장태민                           | 이선희 | 김영조 |
| 2-2  | 4부  | 1월 29일 | 아모레미오                | 정웅인, 김보경, 김영재, 박탐희, 다나, 안신우, 김도현, 박건일, 장태민                           | 이선희 | 김영조 |
| 2-3  | 1부  | 2월 12일 | 소녀 탐정 박해솔          | 남지현, 김주영, 이민우, 김현균, 김연수, 이달형, 이다인, 이문수, 김승욱, 문보령, 김권, 유준홍   | 윤수정 | 김상휘 |
| 2-3  | 2부  | 2월 19일 | 소녀 탐정 박해솔          | 남지현, 김주영, 이민우, 김현균, 김연수, 이달형, 이다인, 이문수, 김승욱, 문보령, 김권, 유준홍   | 윤수정 | 김상휘 |
| 2-3  | 3부  | 2월 26일 | 소녀 탐정 박해솔          | 남지현, 김주영, 이민우, 김현균, 김연수, 이달형, 이다인, 이문수, 김승욱, 문보령, 김권, 유준홍   | 윤수정 | 김상휘 |
| 2-3  | 4부  | 3월 4일  | 소녀 탐정 박해솔          | 남지현, 김주영, 이민우, 김현균, 김연수, 이달형, 이다인, 이문수, 김승욱, 문보령, 김권, 유준홍   | 윤수정 | 김상휘 |
| 2-4  | 1부  | 2월 29일 | 보통의 연애               | 유다인, 연우진, 김미경, 이성민, 이주실, 김영재, 신동미, 권율, 최민, 송민지, 조윤우             | 이현주 | 김진원 |
| 2-4  | 2부  | 3월 1일  | 보통의 연애               | 유다인, 연우진, 김미경, 이성민, 이주실, 김영재, 신동미, 권율, 최민, 송민지, 조윤우             | 이현주 | 김진원 |
| 2-4  | 3부  | 3월 7일  | 보통의 연애               | 유다인, 연우진, 김미경, 이성민, 이주실, 김영재, 신동미, 권율, 최민, 송민지, 조윤우             | 이현주 | 김진원 |
| 2-4  | 4부  | 3월 8일  | 보통의 연애               | 유다인, 연우진, 김미경, 이성민, 이주실, 김영재, 신동미, 권율, 최민, 송민지, 조윤우             | 이현주 | 김진원 |
| 2-5  | 1부  | 3월 11일 | 인생에서 가장 빛나는 시간 | 여민주, 김슬옹, 김희정, 김도연, 차광수, 윤아정                                                 | 김효선 | 김원용 |
| 2-5  | 2부  | 3월 18일 | 인생에서 가장 빛나는 시간 | 여민주, 김슬옹, 김희정, 김도연, 차광수, 윤아정                                                 | 김효선 | 김원용 |
| 2-6  | 1부  | 3월 25일 | 강철본색                  | 홍수아, 오만석, 예서진, 박수인, 고명환, 이칸희, 손현주, 황미선, 김명국, 이정헌, 윤기원, 나현주 | 박지숙 | 한준서 |
| 2-6  | 2부  | 4월 1일  | 강철본색                  | 홍수아, 오만석, 예서진, 박수인, 고명환, 이칸희, 손현주, 황미선, 김명국, 이정헌, 윤기원, 나현주 | 박지숙 | 한준서 |
| 2-6  | 3부  | 4월 8일  | 강철본색                  | 홍수아, 오만석, 예서진, 박수인, 고명환, 이칸희, 손현주, 황미선, 김명국, 이정헌, 윤기원, 나현주 | 박지숙 | 한준서 |
| 2-6  | 4부  | 4월 15일 | 강철본색                  | 홍수아, 오만석, 예서진, 박수인, 고명환, 이칸희, 손현주, 황미선, 김명국, 이정헌, 윤기원, 나현주 | 박지숙 | 한준서 |
| 2-7  | 1부  | 4월 22일 | 국회의원 정치성 실종사건  | 유오성, 남성진, 이인혜, 윤문식, 최주봉, 고인범, 최성원, 강경헌, 이봉원, 문혁, 허남성           | 한희정 | 송현욱 |
| 2-7  | 2부  | 4월 29일 | 국회의원 정치성 실종사건  | 유오성, 남성진, 이인혜, 윤문식, 최주봉, 고인범, 최성원, 강경헌, 이봉원, 문혁, 허남성           | 한희정 | 송현욱 |
| 2-7  | 3부  | 5월 6일  | 국회의원 정치성 실종사건  | 유오성, 남성진, 이인혜, 윤문식, 최주봉, 고인범, 최성원, 강경헌, 이봉원, 문혁, 허남성           | 한희정 | 송현욱 |
| 2-7  | 4부  | 5월 13일 | 국회의원 정치성 실종사건  | 유오성, 남성진, 이인혜, 윤문식, 최주봉, 고인범, 최성원, 강경헌, 이봉원, 문혁, 허남성           | 한희정 | 송현욱 |
| 2-8  | 1부  | 5월 20일 | SOS - 우리 학교를 구해줘  | 정웅인, 서신애, 정인서, 김애란, 노태엽                                                         | 이명희 | 김영조 |
| 2-8  | 2부  | 5월 27일 | SOS - 우리 학교를 구해줘  | 정웅인, 서신애, 정인서, 김애란, 노태엽                                                         | 이명희 | 김영조 |

### 2013년
| 회차 | 회차 | 방송일   | 작품명                            | 출연자                                                                                         | 극본   | 연출   |
| ---- | ---- | -------- | --------------------------------- | ---------------------------------------------------------------------------------------------- | ------ | ------ |
| 3-1  | 1부  | 1월 6일  | 시리우스 - 가장 빛나는 두 개의 별 | 서준영, 류승수, 엄현경, 조우리, 신정근, 백원길, 김상규, 연제욱, 우정국, 박형식, 윤종훈, 공윤찬 | 원리오 | 모완일 |
| 3-1  | 2부  | 1월 13일 | 시리우스 - 가장 빛나는 두 개의 별 | 서준영, 류승수, 엄현경, 조우리, 신정근, 백원길, 김상규, 연제욱, 우정국, 박형식, 윤종훈, 공윤찬 | 원리오 | 모완일 |
| 3-1  | 3부  | 1월 20일 | 시리우스 - 가장 빛나는 두 개의 별 | 서준영, 류승수, 엄현경, 조우리, 신정근, 백원길, 김상규, 연제욱, 우정국, 박형식, 윤종훈, 공윤찬 | 원리오 | 모완일 |
| 3-1  | 4부  | 1월 27일 | 시리우스 - 가장 빛나는 두 개의 별 | 서준영, 류승수, 엄현경, 조우리, 신정근, 백원길, 김상규, 연제욱, 우정국, 박형식, 윤종훈, 공윤찬 | 원리오 | 모완일 |
| 3-2  | 1부  | 2월 17일 | 그녀들의 완벽한 하루              | 송선미, 신동미, 김세아, 변정수, 사현진, 정의갑, 소희정, 김선은, 김태용                         | 김현정 | 이원익 |
| 3-2  | 2부  | 2월 24일 | 그녀들의 완벽한 하루              | 송선미, 신동미, 김세아, 변정수, 사현진, 정의갑, 소희정, 김선은, 김태용                         | 김현정 | 이원익 |
| 3-2  | 3부  | 3월 3일  | 그녀들의 완벽한 하루              | 송선미, 신동미, 김세아, 변정수, 사현진, 정의갑, 소희정, 김선은, 김태용                         | 김현정 | 이원익 |
| 3-2  | 4부  | 3월 10일 | 그녀들의 완벽한 하루              | 송선미, 신동미, 김세아, 변정수, 사현진, 정의갑, 소희정, 김선은, 김태용                         | 김현정 | 이원익 |
| 3-3  | 1부  | 3월 17일 | 동화처럼                          | 이천희, 최윤영, 김정산, 강예솔, 최일화, 정애리, 정원중, 천이슬, 장효진                         | 박은영 | 김영균 |
| 3-3  | 2부  | 3월 24일 | 동화처럼                          | 이천희, 최윤영, 김정산, 강예솔, 최일화, 정애리, 정원중, 천이슬, 장효진                         | 박은영 | 김영균 |
| 3-3  | 3부  | 3월 31일 | 동화처럼                          | 이천희, 최윤영, 김정산, 강예솔, 최일화, 정애리, 정원중, 천이슬, 장효진                         | 박은영 | 김영균 |
| 3-3  | 4부  | 4월 7일  | 동화처럼                          | 이천희, 최윤영, 김정산, 강예솔, 최일화, 정애리, 정원중, 천이슬, 장효진                         | 박은영 | 김영균 |
| 3-4  | 1부  | 7월 10일 | 사춘기 메들리                     | 곽동연, 이세영, 곽정욱, 최태준, 박정민, 배누리, 윤박, 백성현, 유리경                           | 김보연 | 김성윤 |
| 3-4  | 2부  | 7월 17일 | 사춘기 메들리                     | 곽동연, 이세영, 곽정욱, 최태준, 박정민, 배누리, 윤박, 백성현, 유리경                           | 김보연 | 김성윤 |
| 3-4  | 3부  | 7월 24일 | 사춘기 메들리                     | 곽동연, 이세영, 곽정욱, 최태준, 박정민, 배누리, 윤박, 백성현, 유리경                           | 김보연 | 김성윤 |
| 3-4  | 4부  | 7월 31일 | 사춘기 메들리                     | 곽동연, 이세영, 곽정욱, 최태준, 박정민, 배누리, 윤박, 백성현, 유리경                           | 김보연 | 김성윤 |

## 같이 보기
| - KBS 문예극장 - KBS TV 문학관 - KBS 드라마 초대석 - KBS 논픽션 드라마 - KBS TV 문예극장 - KBS 신 TV 문학관 - KBS HDTV 문학관 - KBS 드라마게임 - KBS 드라마 스페셜 (구) - KBS 테마 드라마 - KBS 금요극장 - KBS 일요베스트 - KBS 드라마시티 - KBS 드라마 스페셜 (신) - KBS 드라마 스페셜 연작 시리즈 - KBS 웹드라마 스페셜 - KBS 청소년문학관 - KBS 가요드라마 | - MBC 베스트셀러극장 - MBC 금요극장 - MBC TV 피처 - MBC 베스트극장 - MBC 일요 드라마 극장 - MBC 드라마 페스티벌 - SBS 여성극장 - SBS 70분드라마 - SBS 오픈드라마 남과여 - JTBC 드라마페스타 - tvN 드라마 스테이지 - tvN 드라마 O'PENing |